# Papillon (film 2017)
Papillon è un film del 2017 diretto da Michael Noer.
Il film è un remake dell'omonimo film diretto da Franklin Schaffner nel 1973, a sua volta basato sull'autobiografia di Henri Charrière sulla sua prigionia e le ripetute fughe dalla famigerata colonia penale dell'isola del Diavolo. Protagonisti del film sono Charlie Hunnam e Rami Malek, che interpretano i ruoli che furono rispettivamente di Steve McQueen e Dustin Hoffman.

## Trama
Nella Parigi degli anni trenta il venticinquenne Henri Charrière, soprannominato "Papillon", viene incastrato per un omicidio che non ha mai commesso e condannato all'ergastolo. Viene mandato ai lavori forzati nella peggiore colonia carceraria nella Guyana francese instaurando già durante il viaggio un'alleanza con il falsario e ricco Louis Dega, che, in cambio della sua protezione, accetta di finanziare la fuga di Papillon.
Tra i due uomini nasce un profondo e duraturo legame d'amicizia, che dà speranza ad entrambi durante la crudele prigionia.
Intenzionato a riconquistare la libertà, Papillon progetta una prima fuga da solo, venendo subito catturato e messo in isolamento per due anni in condizioni disumane. Dega cerca di aiutarlo facendo trovare, per qualche tempo, mezza noce di cocco nel secchio dell'acqua di Papillon, corrompendo i carcerieri dei prigionieri dediti al cibo dei detenuti in isolamento. Purtroppo lo stratagemma viene scoperto dalle guardie e dal direttore della prigione che minaccia Papillon di ridurgli la razione se non rivelerà chi gli forniva il cocco, ma questi rimane in silenzio, fedele all'unico suo amico in questo mondo parallelo.
Appena trascorsi i due anni, si fa passare per pazzo al fine di essere ricoverato in infermeria e non appena rivede Dega, progetta immediatamente una nuova fuga, questa volta con Louis e altri due prigionieri. Sfruttando un evento organizzato dal direttore per dei politici locali, i quattro prigionieri riescono a fuggire in barca, usando tutti i soldi rimasti a Dega. 
Il viaggio in barca risulta molto periglioso. A seguito di un litigio e alla successiva rissa (in merito al fatto che la barca non avrebbe retto il peso di quattro uomini per tutto il viaggio) uno dei prigionieri viene ucciso da Dega, per salvare Papillon che stava avendo la peggio nello scontro per difendere l'amico. Sorpresi da una tempesta, i tre prigionieri rimasti fanno naufragio e si risvegliano in un villaggio di indigeni, in cui erano presenti suore, in Colombia.
Le suore però, conoscendo la provenienza degli uomini quali evasi galeotti, decidono di denunciare i naufraghi; scoppia uno scontro con le guardie della prigione giunte in loco per la cattura ed il terzo prigioniero viene ucciso. Papillon e Dega vengono quindi catturati. 
Essendo al secondo tentativo di evasione, Papillon viene condannato a cinque anni di isolamento e successivamente spedito sull'isola del Diavolo, un posto assolutamente inaccessibile e da cui sembra impossibile evadere. Qui ritrova Dega, mandato sull'isola già cinque anni prima, dato che il direttore non aveva gradito il tentativo di fuga dopo gli incarichi a lui affidategli negli anni precedenti (durante i due anni di isolamento di Papillon).
Dopo poco tempo ha già in mente un nuovo piano di evasione, anche se molto rischioso, consistente nel gettarsi dalla scogliera dell'isola e farsi portare nell'oceano e in seguito sulla terra ferma dalla corrente.
Dega inizialmente sembra intenzionato a voler andare con lui, ma decide di rimanere. Papillon, dopo aver salutato il suo grande amico, si getta in mare e sopravvive alla caduta, e grazie ad una zattera di fortuna riesce a fuggire e raggiungere il Venezuela, che diverrà la sua nuova casa. 
Lo si ritrova nel 1968 in volo per Parigi, visibilmente invecchiato e ancora passibile di cattura (non essendo prescritti i reati per cui era ingiustamente accusato) portare ad un editore francese i suoi manoscritti per pubblicare un libro di memorie, tra cui un disegno del suo amico Dega, verosimilmente mai sopravvissuto all'isola del diavolo e alla prigionia.

## Produzione
Le riprese del film si sono svolte negli Stati Uniti d'America e in diverse località della Serbia, Montenegro e Malta.

## Distribuzione
Il film è stato presentato in anteprima mondiale al Toronto International Film Festival.
In Italia è stato proiettato nelle sale cinematografiche a partire dal 27 giugno 2018.